# 歐克蠻人

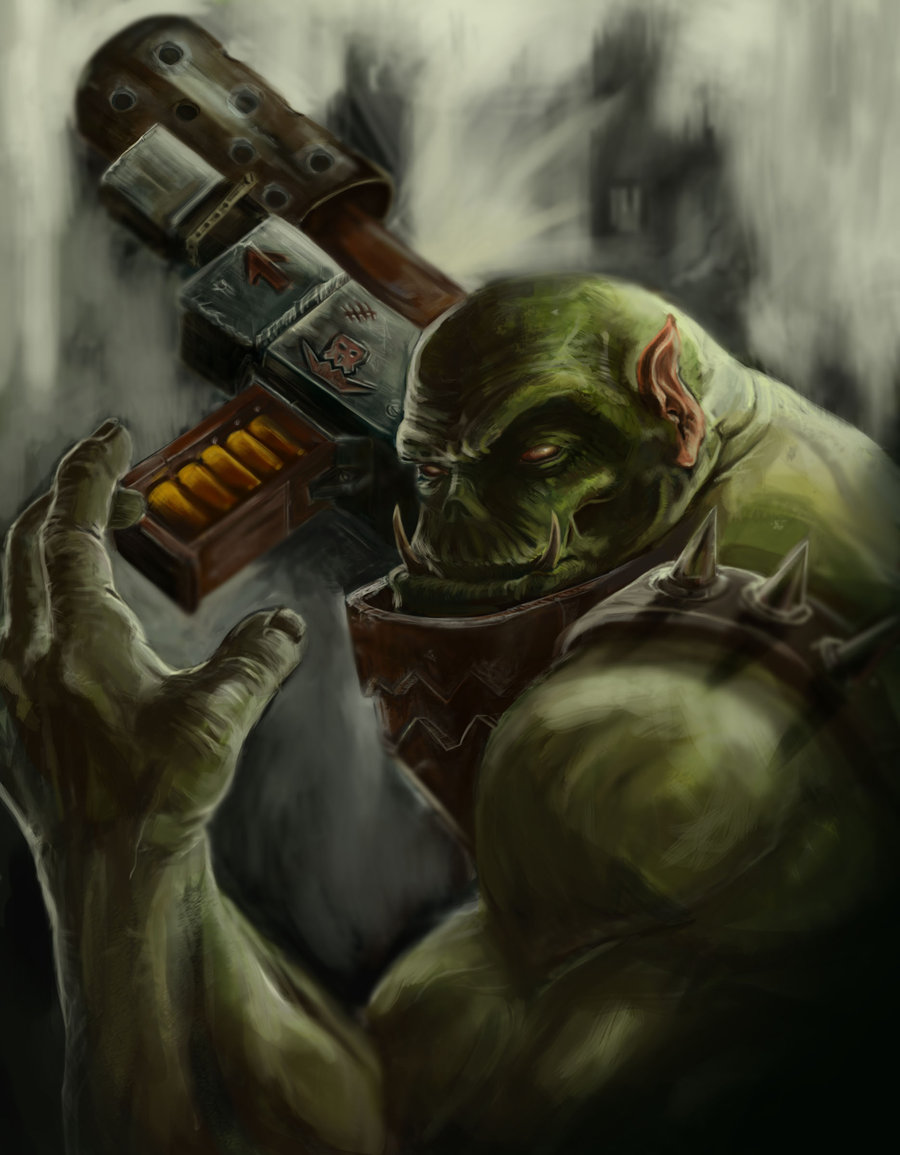

歐克蠻人（英語：Ork，或譯作歐克獸人、獸人）是戰鎚40000裡一支虛構的人型外星種族。歐克蠻人的皮膚是綠色的（因而獲得了「綠皮」（Greenskin）的暱稱），身材通常十分壯碩。他們遍布銀河，數量極多，各處都有星球被他們佔領。歐克蠻人極度好戰，分為許多部族，若是能統一起來將對任何其他種族造成相當的危害，但是他們好戰的天性讓他們長期處於內戰之中。有時，一個戰爭頭目會在這種內戰中崛起，統一他的部族，然後對外發動戰爭。
歐克蠻人受一種稱為「哇！」（Waaagh!，亦譯作「哇哈哈！」）的事物所影響，這是一種由歐克本身產生，影響所有歐克心靈的心靈力場，使歐克本能性的認可出最強者，而那人就將成為頭目。「哇！」會讓歐克沉浸於戰鬥中，上百萬的歐克會聚集起來，受統領者的那名戰爭頭目命令。接下來歐克們就會出發尋找敵人——任何敵人。歐克「哇！」會橫掃整個行星系統，在對暴力的渴望和屠殺中毀滅敵人。只有在歐克們殺了每個可見的敵人，或者頭目被殺死時才會結束。即使如此，沒過多久還是會有新的「哇！」爆發。
歐克蠻人基本上根基於戰鎚的半獸人（orc），兩者在許多地方都相當地相似。